# Срп
Срп је пољопривредна алатка, сачињена од челика, којом се жање жито и друге житарице и траве. Полукружног је облика и оштра је са унутрашње стране. Има дрвену дршку.

## Историјски развој
Срп је једна од најстаријих и најједноставнијих пољопривредних алатки. Развио се из лучно савијених каменова, рогова, костију (животињских вилица у Египту) и сличних оруђа које је човек користио у неолиту. У бронзано доба јављају су ливени плитки српови, а у гвоздено доба железни. Касније се диференцирају срп и коса и многа слична оруђа (на пример, косир за сечење трња). У археолошким налазима из прасловенске ере срп је чест, а коса ретка. Танак је и мање савијен него данашњи, обично уназад повијеног врха. Постепено се све више заокружује, има дрвену дршку, а са унутрашње стране оштрицу, често и назубљену.
Служио је и као оружје. У старом веку њиме су се оружали Картагињани и Дачани, а у доба феудализма кметови.

### Преднеолит
Развој српа у Месопотамији може се пратити уназад до времена које претходи неолиту. Велике количине сечива српова су ископане на локалитетима око Израела који су датирани у еру епипалеолита (18000-8000. п. н. е.). Свечана ископавања у Вади Зиклабу у Јордану открила су различите облике раних оштрица српа. Пронађени артефакти били су дуги од 10 до 20 cm и имали су назубљену ивицу. Овај замршени дизајн „налик зубу“ показао је већи степен веродостојности дизајна и производње од већине других откривених артефаката. Оштрице српа које су пронађене у то време биле су направљене од кремена, равне и коришћене су више у покрету тестерисања него као код модернијег закривљеног дизајна. Кремени са ових српова откривени су у близини планине Кармел, што указује на жетву житарица са тог подручја пре око 10.000 година.

### Неолит
Срп је имао дубок утицај на пољопривредну револуцију помажући у преласку на пољопривреду и начин живота заснован на усеву. Сада је прихваћено да је употреба српова директно довела до припитомљавања блискоисточних дивљих трава. Истраживање о стопи припитомљавања дивљих житарица у примитивном узгоју открило је да је употреба српа у жетви била кључна за људе ране Месопотамије. Релативно уска сезона раста у овој области и критична улога житарица у касном неолиту подстакли су веће инвестиције у дизајн и производњу српа у односу на друге алате. Димензије српа су донекле стандардизоване да би замена или поправка била што бржа. Било је важно да се жито пожње у одговарајуће време на датој надморској висини како би се на следећој коти могло пожњети у кореспондирајућем временском периоду. Срп је пружио ефикаснију опцију у прикупљању жита и знатно убрзао развој ране пољопривреде.

### Бронзано доба
У археолошкој терминологији, српови из бронзаног доба се класификују по начину причвршћивања дршке. На пример, дршка-срп (нем. Knopfsichel) је тако назван због избочене дршке на дну сечива које је очигледно служило за стабилизацију причвршћивања сечива за дршку.

### Гвоздено доба
Срп је играо истакнуту улогу у Друидском ритуалу храста и имеле како је описано у једном одломку у Природној историји Плинија Старијег:
| „ | Свештеник обучен у беле одежде пење се на дрво и златним српом сече имелу, која је ухваћена у бели огртач. Затим на крају убијају жртве, молећи се богу да учини свој дар благотворним према онима који су га подарили. Они су веровали да ће имела која се пила давала плодност свакој неплодној животињи и да је противотров за све отрове. | ” |

### Америке
Аутохтони српови су откривени на југозападу Северне Америке са јединственим дизајном. Постоје докази да су становници острва Кодијак за кошење траве користили „српове направљене од наоштрене животињске лопатице“. Артефакти пронађени у данашњој Аризони и Новом Мексику подсећају на закривљене алате направљене од рогова планинских оваца. Слично налазиште открило је српове направљене од другог материјала као што је срп Кадо, који је направљен од јеленске чељусти. Свети списи раних староседелаца документују употребу ових српова за кошење траве. Инструменти су се кретали у распону од 13 до 16 инча од врха до дршке. Неколико других ископина у источној Аризони открило је дрвене српове који су били обликовани на сличан начин. Дршке алата помажу да се опише како је алат држан на такав начин да унутрашњи део који је садржао резну површину може послужити и као површина за сакупљање зрна. Српови су оштрили грубим алатом стругањем закошене ивице. Ова акција је оставила трагове на пронађеним артефактима. Процес оштрења је био неопходан да се резна ивица не би отупила након дуже употребе. Види се да је ивица прилично углачана, што делимично доказује да је инструмент коришћен за кошење траве. Након сакупљања, трава је коришћена као материјал за израду простирки и креветнине. Срп је генерално пружао погодност кошења траве као и сакупљања у једном кораку. У Јужној Америци, срп се користи као оруђе за жетву пиринча. Пиринчани откоси се збирају помоћу овог алата и остављају да се суше на сунцу.

## Употреба
Жање се тако што се једном руком захвата бусен, а другом се одсеца српом. Положај тела косача при томе је погнут и веома напоран, а сам рад овом алатком се у модерно време сматра превазиђеним.

## Симболика
Срп представља симбол сељаштва. Комунистички симбол српа и чекића представља две покретачке снаге овог покрета: сељака и радника. У античко доба срп је уз косу атрибут различитих божанстава (Сатурна, Деметре), а у средњовековним народним приказима симбол смрти.
У грчкој митологији срп је оружје које је користио Хрон када се побунио против свог оца Урана кога је збацио с престола и преузео власт међу боговима. Мач у облику српа добио је и Персеј од бога Хермеса, како би убио страшну Горгону.